# Turley (Oklahoma)
Turley est une census-designated place du comté de Tulsa, dans l'État d'Oklahoma, aux États-Unis,. En 2020, elle compte une population de 2 607 habitants.